# Мельчаков, Иннокентий Дмитриевич
Инноке́нтий Дми́триевич Мельчако́в (8 февраля 1909, Иркутск — 1991, Москва) — советский архитектор и художник. Профессор МАрхИ (1969).

## Биография

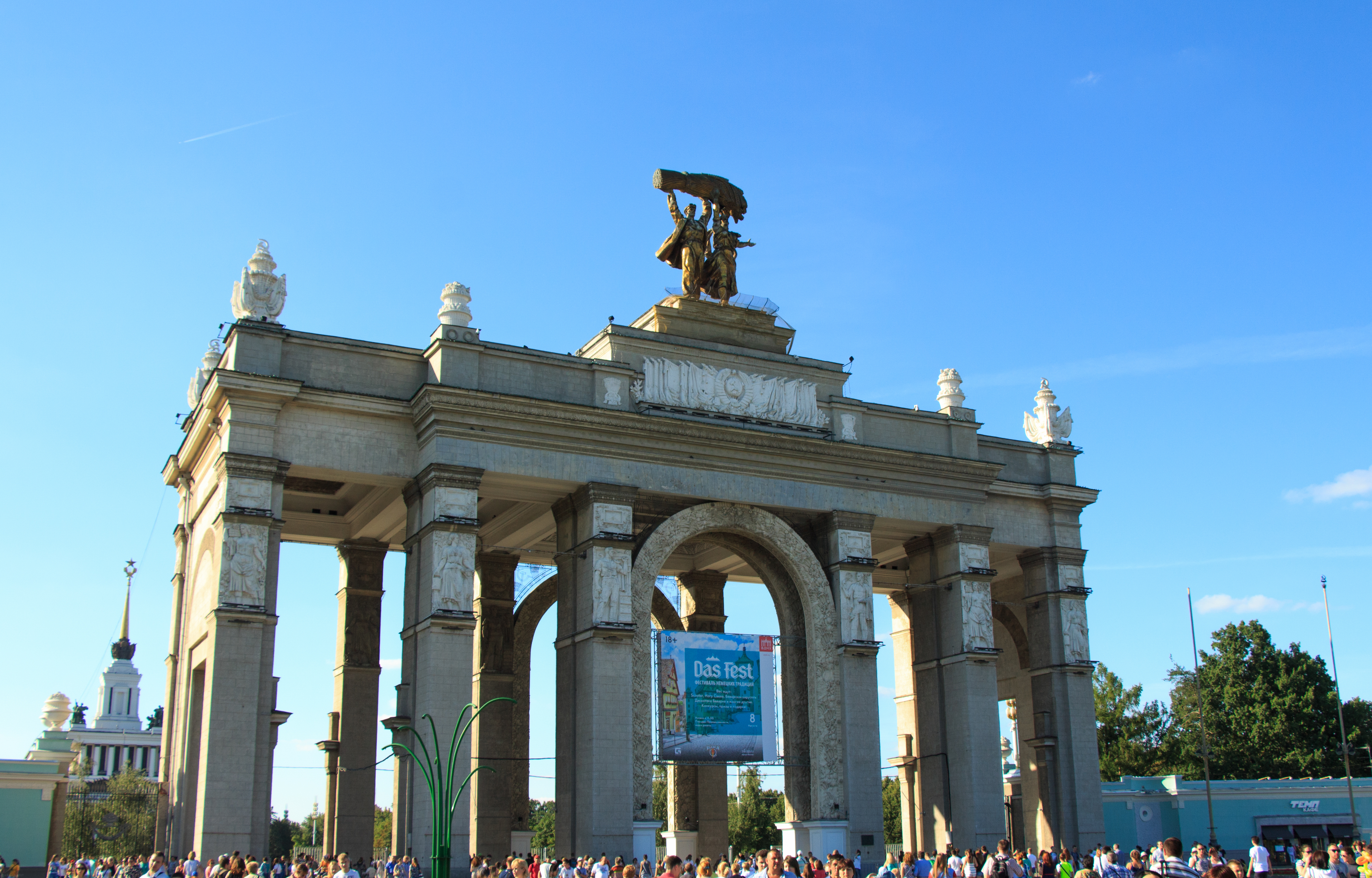
Главный вход ВДНХ

Родился в Иркутске 8 февраля 1909 года в семье рабочего. Детство и юность Мельчакова прошли в Сибири, где он и получил среднее образование. Увлекался рисованием с детства.
В 1927 году поступил в Иркутскую художественную студию к педагогу И. Л. Копылову. В 1930 году, получив звание художника-техника, отправился в Ленинград, где стал студентом архитектурного отделения Академии художеств. В 1933 году, после очередной реорганизации это отделение было передано в Ленинградский институт инженеров коммунального строительства. За время учёбы Мельчаков работал в ряде проектных организаций Ленинграда.
В 1933 году на выставке молодых художников впервые выставляет свои работы — архитектурные зарисовки Ленинграда, пейзажи. К концу учёбы он экспонирует уже более шестидесяти своих работ.
После успешного окончания вуза в 1935 году (тема дипломной работы — «Дома архитектора в Ленинграде») в 1936 году по ходатайству руководства института зачислен в Институт аспирантуры Академии архитектуры СССР на основное отделение. Закончил полный курс аспирантуры в 1940 году, выполнив дипломный проект на тему «Концертный дом с залами на 1500 и 500 мест, с исследованием концертных зал XIX и XX вв.». Из-за начала войны эта диссертация осталась неоконченной.
В 1937 году создает проект памятника Героям стратосферы, премированный Академией архитектуры, проектирует станцию московского метрополитена в Измайлове. В ноябре 1938-го Мельчакова командировали в США для участия в строительстве Советского павильона на Международной выставке в Нью-Йорке. Вместе с художниками Е. Е. Лансере и А. М. Соловьевым он создавал интерьеры павильона, отражавшие достижения Советского Союза в народном хозяйстве. По его словам, «задача стояла весьма сложная: необходимо было решать интерьеры, исходя не только из объёмов предлагаемого пространства, — многообразная экспозиция диктовала определенные архитектурные формы». В США архитектор выполнил путевые наброски, зарисовки павильонов Франции, Японии, Бельгии и других стран. Многие из этих графических и акварельных работ экспонировались на персональной выставке Мельчакова в Доме архитектора в 1941 году.
В первые дни Великой Отечественной войны Мельчакова направили на маскировку предприятий Москвы; он осуществлял маскировку огневых точек под Горьким.
В 1942 году был откомандирован в Чимкент, где работал в Академии архитектуры СССР. По его проектам разрабатывалась охрана промзон в Чимкенте. В 1943—1946 годах был сотрудником Научно-исследовательского института общественных сооружений.
В 1943 году И. Д. Мельчаков становится автором Пантеона партизанам, памятника генералу Гурьеву (скульптурную группу выполняет самостоятельно), в 1944-м разрабатывает проекты триумфальных арок, братских могил. Вместе с архитектором Г. П. Гольцем создаёт серию памятников и монументов, участвуя во Всесоюзных конкурсах. Одной из значительных работ того периода стал проект мемориального комплекса Победы в Кёнигсберге (при участии С. С. Нанушьяна). После победы в конкурсе авторы выехали в город, чтобы непосредственно участвовать в реализации проекта. Мемориал был открыт 30 сентября 1945 года и стал одним из первых значительных памятников Победы.
В 1948 году вместе с художником Рождественским проектирует Павильон СССР на выставке Международной федерации женщин. В том же году занимается архитектурным оформлением сквера на Болотной площади в Москве (совместно с В. И. Долгановым и В. Г. Крюковым). В 1950-е годы участвует в создании триумфальных арок для Киева и Переяслава-Хмельницкого в честь 300-летия воссоединения Украины с Россией.
В 1943 году по приглашению академика архитектуры И. В. Жолтовского Мельчаков пришёл в Московский архитектурный институт сначала на должность старшего преподавателя, затем доцента, профессора. Под его руководством студенты разрабатывали проекты памятников, посвящённых знаменательным событиям: «Рубеж славы» под Москвой, морякам-подводникам.
Одновременно с педагогической и административной работой профессор И. Д. Мельчаков продолжал заниматься творчеством: в соавторстве с Н. Я. Колли разработал проект могилы М. И. Калинина у Кремлёвской стены, памятник генералу А. А. Брусилову, колонну в честь исторических побед Красной Армии (два варианта хранятся в музее архитектуры имени А. В. Щусева).
Также проектировал объекты гражданского строительства, в том числе окружную автостраду с центрами обслуживания, 10-этажный дом на Ленинградском шоссе, чугунную ограду для Химкинского речного порта, плафоны для Кремля.
Наиболее известная работа — ансамбль главного входа на ВДНХ, выполненный в классическом стиле и отмеченный Золотой и Бронзовой медалями ВДНХ. Кроме того, принимал участие и в разработке павильонов прибалтийских республик. Кроме того, спроектировал входные ворота в Сад имени Баумана со стороны Ново-Басманной улицы (Москва) и зал коллегии Министерства высшего образования (ныне конференц-зал МАрхИ).
Картины Мельчакова неоднократно экспонировались на персональных выставках в Доме архитектора, в Доме дружбы народов. Циклы посвящены поездкам в Грецию, Италию, Англию.
В 1966 году, в связи со 100-летием МАрхИ, И. Д. Мельчаков вместе с другими преподавателями был награждён орденом Трудового Красного Знамени. В 1979 году в МАрхИ в связи с 70-летием со дня рождения и 50-летием творческой деятельности прошла выставка мастера, на которой экспонировалось свыше 200 год работ: проекты, постройки, живопись, рисунок, офорт.
В 1983 году И. Д. Мельчаков перешёл на кафедру живописи МАрхИ. Он стремился к тому, чтобы в рисунках его студентов отражалось мышление архитектора. В преподавании живописи он стремился объединить традиции классического искусства с современными реалиями. В 1970-е годы Мельчаков был одним из инициаторов создания при МАрхИ музея, вошёл в состав его Научного совета.
Член Союза архитекторов СССР с 1938 года. Член КПСС с 1943 года.
Жил в Москве по адресу: Фестивальная улица, 19. Умер в 1991 году. Похоронен на Химкинском кладбище Москвы.

## Награды
- Орден Трудового Красного Знамени
- Медаль «За доблестный труд в Великой Отечественной войне 1941—1945 гг.»[5]